# Baduy
I Baduy sono un gruppo etnico sundanese che vive in una regione relativamente isolata intorno al monte Kendeng (Giava Occidentale), nel villaggio di Leuwidamar (Reggenza di Lebak), nella provincia indonesiana di Banten. Esso è considerato un gruppo etnico mai contattato dalla civiltà dal momento che vive in una condizione di semi-isolamento.
 L'origine del loro nome attuale viene da un'attribuzione esterna, ovvero dai primi osservatori europei all'epoca delle Indie orientali olandesi, che iniziarono a indicare queste tribù con un nome che li associava ai beduini del deserto arabo. Tuttavia è questa popolazione per prima a rifiutare di essere identificata con questo nome, preferendo definirsi Urang Kanekes, ovvero il popolo di Kanekes, identificandosi con il luogo dove dimorano.

## Mito e origini
Secondo il sistema mitologico dei Baduy, essi sarebbero discendenti di Batara Cikal, una delle sette divinità discese sulla terra, e da esso avrebbero ricevuto il compito di dedicarsi all'ascetismo ed alla meditazione in favore dell'intero genere umano.

Nonostante siano stati svolti numerosi studi su questa popolazione, alcuni dei quali risalgono al 1845, sulle sue origini restano tuttavia solo delle ipotesi. Esistono tre teorie principali accreditate: la prima è che essi siano discendenti dei rifugiati fuggiti da Pakuan Pajajaran, la capitale del regno Sunda, nell'attuale territorio di Bogor; essi erano probabilmente nobili appartenenti alla corte del sovrano di Pajajaran, Prabu Siliwangi, il quale, di fronte alla richiesta di convertirsi all'Islam da parte delle forze del Sultanato di Banten, si oppose fermamente e scomparve misteriosamente, trasformandosi, come narra la leggenda, in una tigre. Secondo un'ulteriore versione della leggenda di re Prabu Siliwangi, egli si trasformò in pietra proprio nel luogo considerato più sacro per i Baduy, e questo farebbe ipotizzare che con questo si possa indicare che esso sia il luogo di sepoltura di questo sovrano e della sua corte, sebbene gli stessi Baduy neghino che questo luogo sia un cimitero.
La seconda teoria vuole che essi siano i discendenti della popolazione di religione induista originaria di Banten e costretta a fuggire dall'avanzata delle forze di religione islamica del Sultanato di Banten. Questi profughi si sarebbero successivamente insediati presso le rive del fiume Cibaduy, dal quale si è ipotizzato possa provenire anche il loro nome. La terza teoria, basata su alcuni antichi testi in lingua sundanese sostiene che questa popolazione discenda da una comunità di asceti insediatisi nelle foreste in epoca pre-islamica Questo tipo di comunità, erano molto diffuse durante il periodo dei regni indonesiani induisti-buddhisti e venivano chiamate mandala e si raccoglievano usualmente sulle vette di una montagna o lungo le foci dei fiumi. Esse avevano l'obbligo morale e religioso di meditare al fine di raccogliere energia che avrebbe portato armonia ed equilibrio non solo alla loro stessa comunità, ma anche al regno del loro sovrano.

## Linguaggio
Il popolo Baduy parla una forma dialettale che ha radici nel sundanese arcaico. Tuttavia in esso sono presenti evidenti tracce di penetrazione del moderno sundanese e del giavanese. Al fine di comunicare con gli estranei, tuttavia, questa popolazione parla correntemente la lingua indonesiana, anche se non possiedono delle strutture educative organizzate e strutturate dove apprenderla; qualsiasi forma di apprendimento scolastico è infatti contraria alla loro cultura, ed essi si sono sempre fermamente opposti a qualsiasi tentativo governativo di imporre l'alfabetizzazione; ben pochi individui all'interno della comunità sono infatti in grado di leggere e scrivere. Proprio per questo motivo, tutta la loro tradizione e la loro cultura viene ancora tramandata per via orale.

## La suddivisione della comunità
L'attuale comunità Baduy può suddividersi in Interni (Baduy Dalam) ed Esterni (Baduy Luar); mentre i primi vivono in tre villaggi (kampung):Cibeo, Cikartawarna, e Cikeusik, i Baduy Esterni vivono in circa 44 villaggi in un'area circostante il territorio dei Baduy Interni.
I Baduy Interni è composto da un gruppo di circa 400 persone suddivise in 40 famiglie (Kajeroan), che vivono nel più totale isolamento dal resto del mondo e nel loro territorio è proibito permanere per più di un giorno, con la totale proibizione a tutti gli stranieri di trascorrervi la notte. Essi rappresentano probabilmente il ramo più incontaminato della popolazione Baduy, una caratteristica di questa sorta di casta è il loro tradizionale abito bianco e nero (gli unici colori consentiti) e l'uso di una bandana bianca (totopong) per coprire il capo. Dal momento che essi si considerano i veri portatori dei valori religiosi e culturali della loro gente, tramite la pratica di un particolare stile di vita che definiscono ikukuh karuhun (valori tradizionali), rappresentano anche l'unico gruppo nei quali sono presenti i Pu'un, ovvero la loro casta sacerdotale. I Pu'un sono gli unici individui a cui è consentito fare visita nei più luoghi sacri per questo popolo, situati a Gunung Kendeng, in un luogo chiamato Arca Domas.
Il secondo gruppo, i Baduy Esterni, indossano abiti neri e blu scuro, e bandane nere e blu scuro. Essi vivono nei villaggi circostanti alla zona del villaggio di Kanekes, e sono considerati una sorta di "esiliati" o per aver violato le norme dettate dalla tradizione o per aver sposato qualcuno non appartenente alla comunità Baduy; dal momento che non sono più tenuti a seguire la tradizione dettata dal ikukuh karuhun, essi possono fare utilizzo di tutti i prodotti della tecnologia e in generale appartenenti alla modernità.
Esiste tuttavia un terzo gruppo, quello dei Dangka Baduy, ovvero coloro che hanno abbandonato di fatto la comunità Baduy sotto tutti i punti di vista, sia geograficamente che culturalmente.